# Irsko na Letních olympijských hrách 1996
Irsko se účastnilo Letní olympiády 1996. Zastupovalo ho 78 sportovců (62 mužů a 16 žen) ve 13 sportech.

## Medailisté
| Medaile | Jméno             | Sport   | Soutěž                    |
| ------- | ----------------- | ------- | ------------------------- |
| Zlato   | Michelle Smithová | Plavání | ženy 400 m volný způsob   |
| Zlato   | Michelle Smithová | Plavání | ženy 200 m polohový závod |
| Zlato   | Michelle Smithová | Plavání | ženy 400 m polohový závod |
| Bronz   | Michelle Smithová | Plavání | ženy 200 m motýlek        |